# Võ Thành Chính
Võ Thành Chính (bút danh Vũ Thành) sinh năm 1936, quê ở Tiền Giang, là nghệ sĩ ưu tú, nhạc sĩ Việt Nam, được tặng Giải thưởng Nhà nước về Văn học Nghệ thuật năm 2012.

## Tiểu sử
Võ Thành Chính sinh năm 1936, quê tại xã Mỹ Hạnh Đông, Cai Lậy, Tiền Giang.
Sau cách mạng tháng Tám 1945, Võ Thành Chính tham gia Ban tuyên truyền Quận bộ Việt Minh huyện Cai Lậy, đi ca hát vận động đồng bào tham gia kháng chiến. Tiếp đến là hoạt động trong đoàn văn nghệ trẻ Núi Lam của huyện, rồi Ban tuyên truyền lưu động tỉnh Mỹ Tho. Giữa năm 1951, khi mới 15 tuổi, Võ Thành Chính nhập ngũ và trở thành chiến sĩ trinh sát của Tiểu đoàn 309, Tỉnh đội Mỹ Tho.
Cuối năm 1954, Võ Thành Chính tập kết ra Bắc. sau đó anh được rút về Đoàn Văn công Sư đoàn do nhà văn Nguyễn Ngọc Tấn (Nguyễn Thi) phụ trách. Nguyễn Thi đã tạo điều kiện cho chàng lính trẻ đi học tại Trường Nghệ thuật Quân đội và tiếp đó là Trường Âm nhạc Việt Nam.
Tháng 4 năm 1962, Vũ Thành Chính cùng một số anh em văn nghệ sĩ được lệnh vượt Trường Sơn vào chiến trường B2, thành lập Đoàn Văn công Quân giải phóng miền Nam. Từ đây, bút danh Vũ Thành bắt đầu xuất hiện. Ông đảm nhận Đoàn phó chỉ đạo nghệ thuật, sau đó từ 1967 đến 1975, là Trưởng đoàn Văn công Quân Giải phóng; từ tháng 12 năm 1975 đến tháng 1 năm 1999, ông làm Trưởng đoàn Văn công Quân khu 7 với quân hàm đại tá.
Ông là hội viên Hội Nhạc sĩ Việt Nam từ năm 1965.

## Sự nghiệp
Nhập ngũ và trở thành chiến sĩ của Tiểu đoàn 309, năm 1953, Võ Thành Chính đã có nhạc phẩm đầu tay "Tiểu đoàn 309" với bút danh Văn Chính. Bài hát trở thành niềm tự hào của cán bộ, chiến sĩ trong đơn vị.
Sau khi tập kết ra Bắc, tại cuộc thi hát do Phòng chính trị Sư đoàn 330 tổ chức, ca khúc "Nhớ Đồng Tháp Mười" của Võ Thành Chính được trao giải nhất. Từ sự kiện này, anh được rút về Đoàn Văn công Sư đoàn.
Từ khi có bút danh Vũ Thành, ông đã trình làng một loạt ca khúc như Rừng xanh quê hương ta, Anh giải phóng quân ơi, Mừng Long Trung - Ba Dừa giải phóng, Nhớ người chiến sĩ năm xưa, Tâm tình người nữ quân y, Bài ca Đồng Tháp , Qua sông Sài Gòn, Rơ Chăm Pal (nhạc múa)... và tiếp đó là Hãy nhớ lấy lời tôi, Ngợi ca chị Rơchămpal, Nhớ Ba, Bài ca những người tải hàng và Trước giờ ra trận, để lại dấu ấn sâu đậm trong lòng cán bộ, chiến sĩ và nhân dân. Năm 1965, Vũ Thành được nhận Giải thưởng Văn học Nghệ thuật Nguyễn Đình Chiểu.
Đến nay, ông đã có một gia tài khá đồ sộ với hơn 240 ca khúc, nhạc múa, nhạc kịch múa... giành trên 30 giải thưởng từ trung ương đến các địa phương. Đọng lại trong mỗi tác phẩm của Vũ Thành luôn là ân tình sâu nặng với Đảng; sự gắn bó thủy chung với bà con cô bác, với những đồng đội đã ngã xuống. Âm nhạc của Vũ Thành gieo vào lòng người khát vọng sống và niềm tin bất tận. Ngoài ra ông còn tham gia đào tạo, dàn dựng và chỉ đạo nghệ thuật ở các đoàn nghệ thuật chuyên nghiệp của quân đội.
Mới đây nhất (2024), khi đã gần 90 tuổi, ông đã hoàn thành bản hợp xướng "Việt Nam tôi", giai điệu nhẹ nhàng, sâu lắng, thấm đậm tình yêu quê hương đất nước.
Vũ Thành đã được tặng thưởng Huy chương Quân kỳ quyết thắng, Huy chương Chiến sĩ văn hóa, Huy chương Vì thế hệ trẻ, Vì sự nghiệp văn học – nghệ thuật, Huy chương Vì sự nghiệp âm nhạc Việt Nam... Bên cạnh đó, ông còn nhận 33 giải thưởng âm nhạc từ Trung ương, Bộ Quốc phòng, Bộ Công an và các địa phương về thể loại hợp xướng, ca khúc, nhạc kịch...
Năm 2001, ông được Nhà nước phong tặng danh hiệu Nghệ sĩ uu tú về chỉ đạo nghệ thuật.
Năm 2012, ông được tặng Giải thưởng Nhà nước về Văn học Nghệ thuật với các ca khúc: Rừng xanh quê hương ta, Tâm tình người nữ quân y, Đồng Tháp quê hương tôi, Trường Sơn con đường xuyên thế kỷ và hợp xướng Qua sông Sài Gòn.

## Tác phẩm chính

### Ca khúc
- Tiểu đoàn 309
- Nhớ Đồng Tháp Mười
- Rừng xanh quê hương ta
- Anh giải phóng quân ơi
- Mừng Long Trung - Ba Dừa giải phóng
- Nhớ người chiến sĩ năm xưa
- Tâm tình người nữ quân y
- Bài ca Đồng Tháp
- Qua sông Sài Gòn
- Hãy nhớ lấy lời tôi
- Ngợi ca chị Rơchămpal
- Nhớ Ba
- Bài ca những người tải hàng
- Trước giờ ra trận

### Hợp xướng, khí nhạc
- Qua sông Sài Gòn
- Rơ Chăm Pal (nhạc múa)...
- Việt Nam tôi

## Vinh danh
- Nghệ sĩ uu tú (2001)
- Giải thưởng Nhà nước về Văn học Nghệ thuật (2012)

### Khen thưởng
- Huy chương Quân kỳ quyết thắng
- Huy chương Chiến sĩ văn hóa

### Giải thưởng âm nhạc
- Giải thưởng Văn học Nghệ thuật Nguyễn Đình Chiểu (1965)